# Lareiga pensa
Lareiga pensa là một loài tò vò trong họ Ichneumonidae.